# یواس‌اس دافی (دی‌ئی-۲۷)
یواس‌اس دافی (دی‌ئی-۲۷) (به انگلیسی: USS Duffy (DE-27)) یک کشتی بود که طول آن ۲۸۹ فوت (۸۸ متر) بود. این کشتی در سال ۱۹۴۳ ساخته شد.